# Chemins de fer départementaux de l'Oise

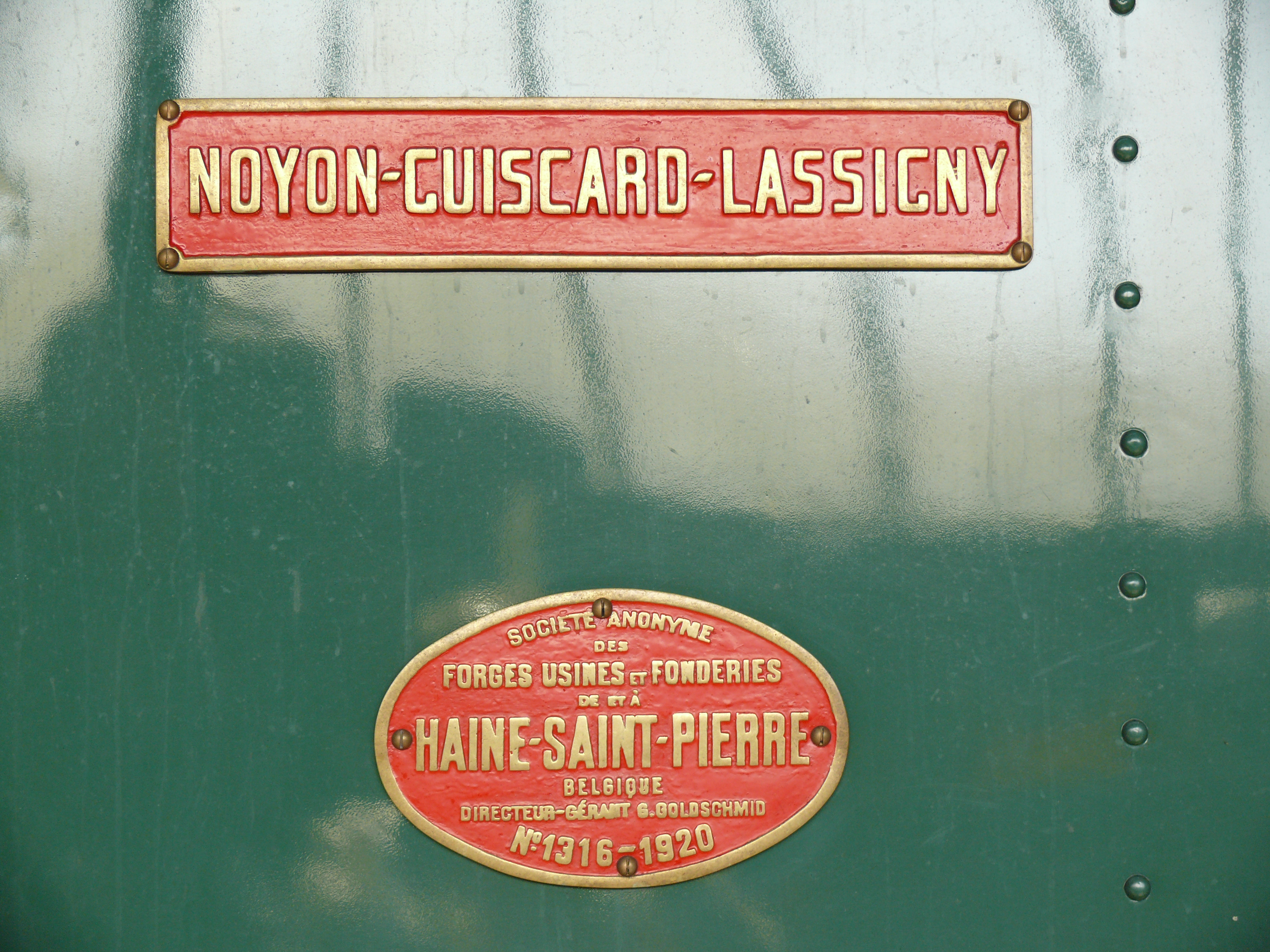
Plaque de constructeur et de propriétaire de la locomotive 130T n°25 Haine-Saint-Pierre préservée par le CFBS, qui circulait sur le Noyon-Guiscard-Lassigny

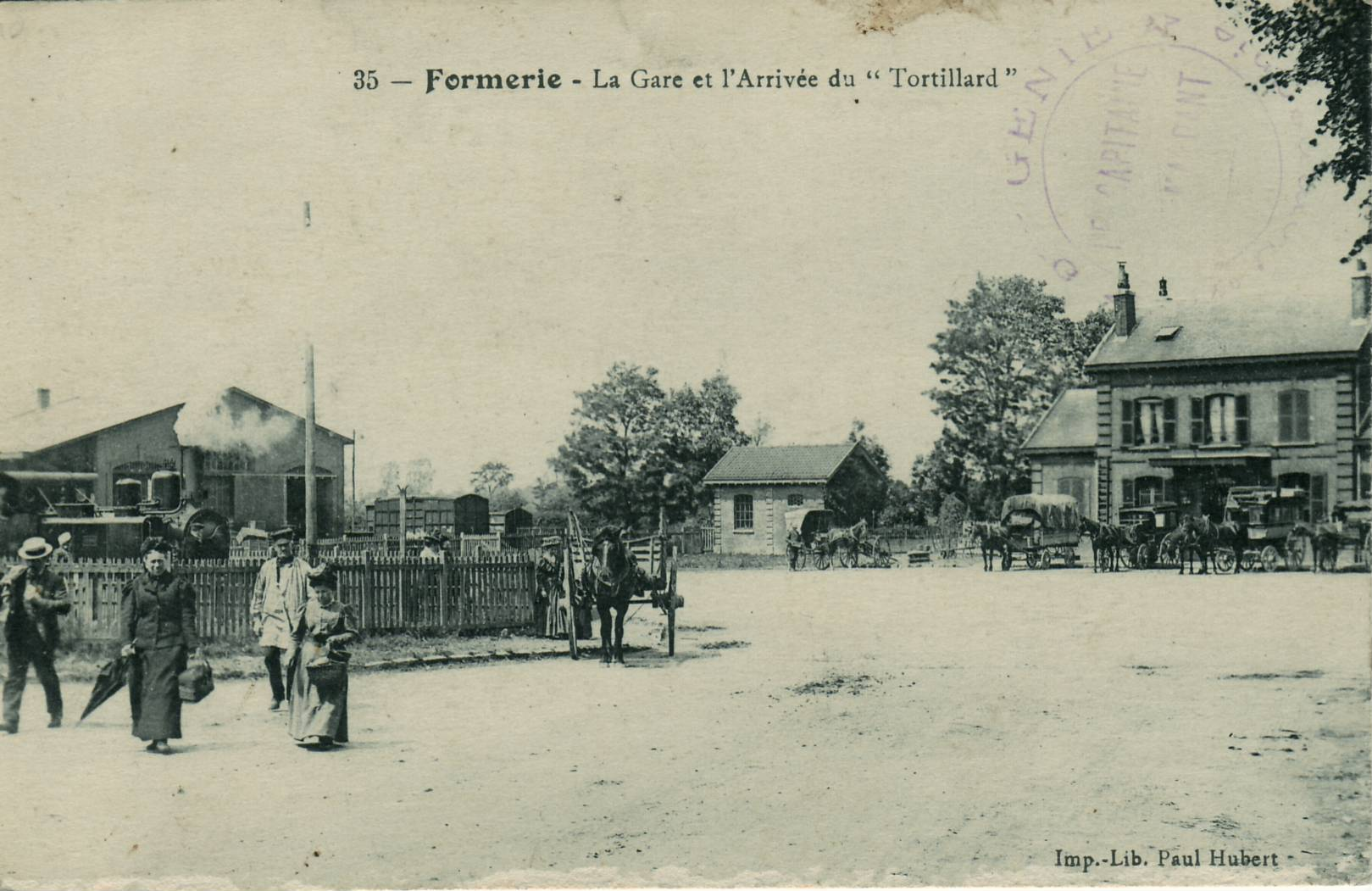
Le terminus de Formerie : on voit le train en provenance de Milly derrière la clôture, à gauche du cliché. Au fond, le bâtiment de la Compagnie du Nord sur la ligne Amiens - Rouen

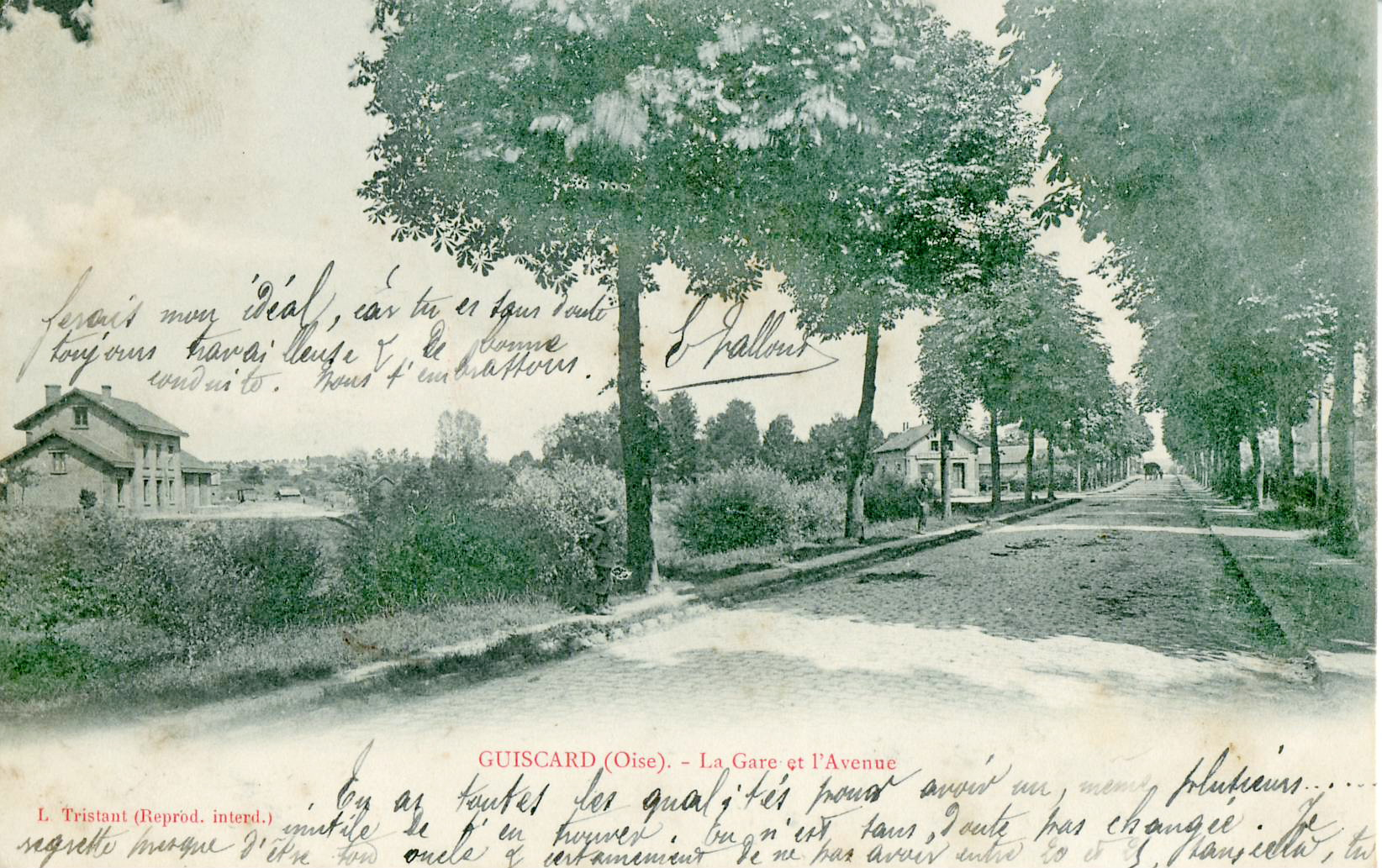
La gare de Guiscard, à gauche du cliché

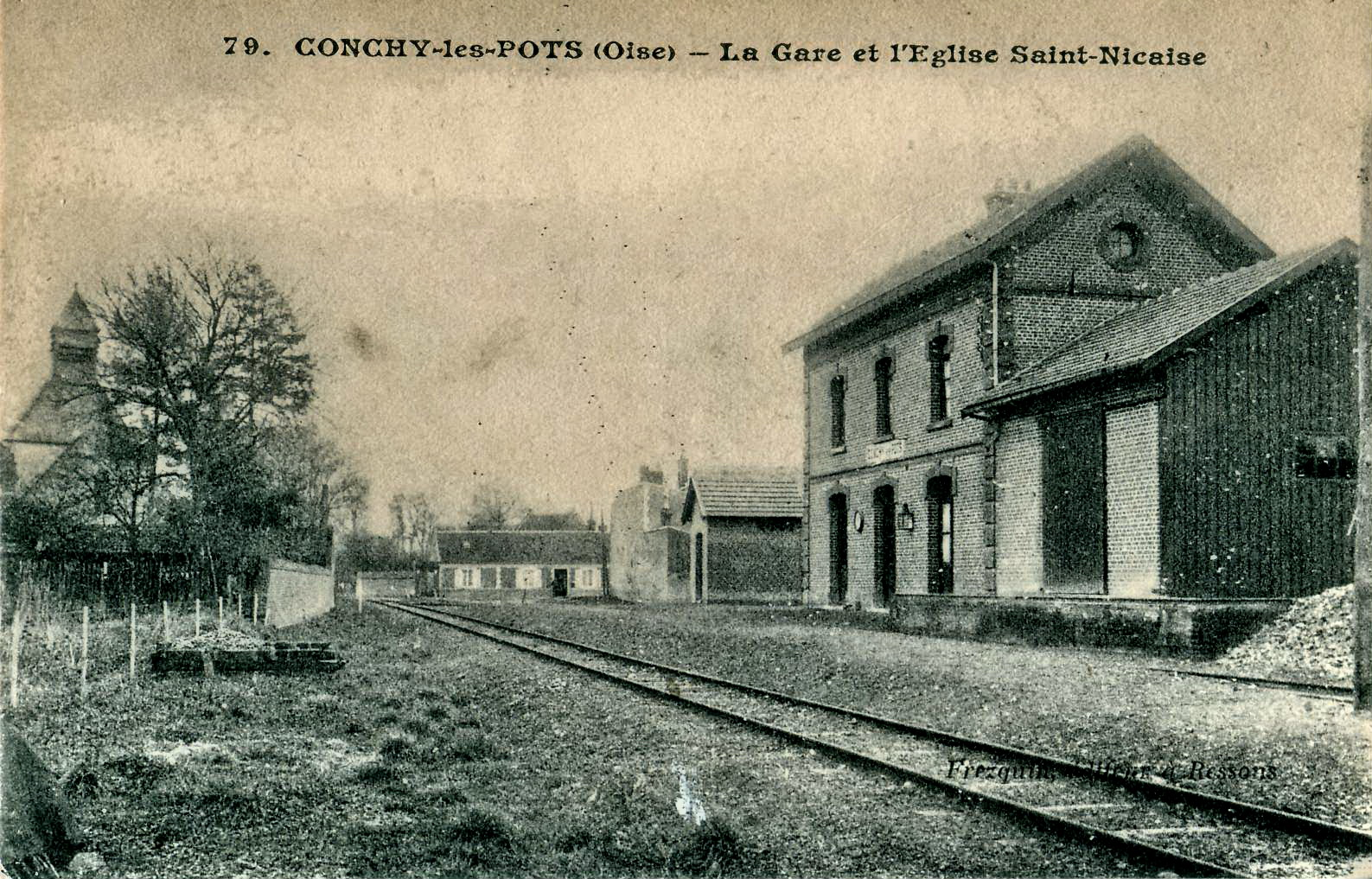
La gare de Conchy-les-Pots sur le Noyon - Lassigny - Montdidier

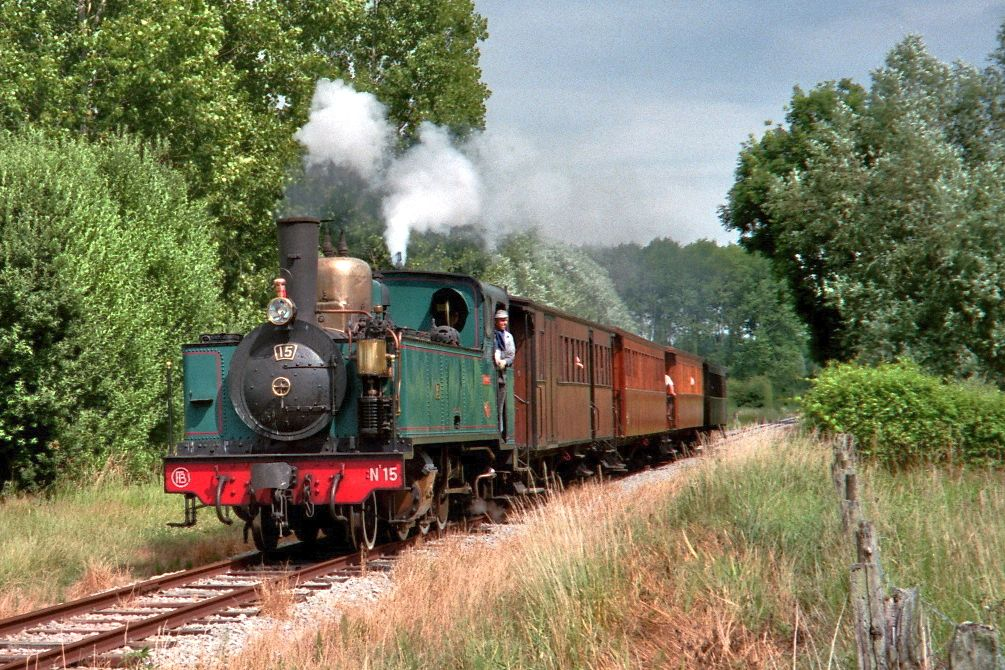
Locomotive 130T n°25 Haine-Saint-Pierre du Noyon-Guiscard-Lassigny, préservée par le CFBS

Les chemins de fer départementaux de l'Oise étaient un ensemble de lignes de chemins de fer secondaires à voies métriques, soumis à la réglementation des voies ferrées d'intérêt local, concédées par le département de l'Oise à la fin du XIXe ou au début du XXe siècle à diverses sociétés privées.
Ces lignes étaient destinées à mailler le territoire départemental de manière à permettre le déplacement des personnes et le transport des marchandises vers des bourgs et leurs marchés, ou vers les gares des « grandes » lignes de chemins de fer.

## Lignes
- Bussy - Ercheu, 13 km (1897 - 1953), exploitée à l'origine par la Société du Chemin de fer d'intérêt local de Bussy à Ercheu[note 1] ;
- Estrées-Saint-Denis - Crèvecœur-le-Grand, 55 km (1895 - 1961) ;
- Hermes - Beaumont, 32 km[note 2] (1879 - 1958), exploitée à l'origine par la Compagnie du chemin de fer de Hermes à Beaumont (HB) ;
- Méru - Labosse, 32 km (1905 - 1934), exploitée à l'origine par la Compagnie du chemin de fer d'intérêt local de Méru à Labosse ;
- Milly-sur-Thérain - Formerie, 32 km (1894 - 1935), exploitée à l'origine par la Compagnie des Chemins de fer de Milly à Formerie et de Noyon à Guiscard et à Lassigny (MFNGL) ;
- Noyon - Ham, 25 km (1895 - 1955), exploitée à l'origine par la Compagnie des Chemins de fer de Milly à Formerie et de Noyon à Guiscard et à Lassigny (MFNGL)[note 3] ;
- Noyon - Montdidier, 33 km (1895 - 1955), exploitée à l'origine par la Compagnie des Chemins de fer de Milly à Formerie et de Noyon à Guiscard et à Lassigny (MFNGL)[note 4].

## Lignes d'autres réseaux secondaires dans le département
Certaines lignes du réseau départemental de l'Oise se terminaient hors du département, plusieurs lignes de réseaux départementaux voisins pénétraient dans l'Oise.
C'était le cas des lignes suivantes :
- Ligne de Chars à Magny-en-Vexin à voie normale du réseau départemental de Seine-et-Oise
- Ligne de Château-Thierry - Mareuil-sur-Ourcq à voie métrique de la Compagnie des chemins de fer du Sud de l'Aisne (CSA)